# Первый королевский архитектор
Первый королевский архитектор (фр. Premier architecte du Roi) во Франции времён Старого режима был прямым помощником Генерального Директора по строительству, искусствам и мануфактурам Франции и, соответственно, вторым лицом Королевской строительной службы, входившей в Министерскую коллегию забот о королевском доме.

## Обязанности
Первый королевский архитектор занимался, в основном, генеральным проектированием всех работ Королевской строительной службы. Так например, Анж-Жак Габриэль занимался созданием площади Людовика XV, используя самые лучшие идеи, поданные на конкурс его коллегами-архитекторами.
На него падала вся административная ответственность как руководителя работ, заказанных Королевской строительной службой, он заключал рабочие сделки с подрядчиками и ремесленниками, следил за поставщиками (мрамор, свинец и т.п.), инспектировал стройки, принимал законченную работу и т.д.

## Подчинённые
В подчинении Первого королевского архитектора находились интенданты и контролёры, чертёжники, генеральный инспектор, — это были лучшие из лучших архитекторов, чаще всего члены Королевской архитектурной академии. Ему подчинялись также несколько бухгалтерских чинов и клерки.
Он руководил интендантством Вод и фонтанов, — обязанность, возложенная на Первого королевского архитектора с XVII века.

## Хронологический список Первых королевских архитекторов
- ?—1615: Луи Метезо
- 1639—1653: Жак Лемерсье
- 1653—1670: Луи Лево[1]
- 1670—1681: Франсуа д'Орбэ
- 1681—1708: Жюль Ардуэн-Мансар[2]
- 1708—1734: Робер де Котт[3]
- 1734—1742: Жак V Габриэль
- 1742—1775: Анж-Жак Габриэль (сын предыдущего)[4]
- 1775–1777: Ришар Мик[4]